# Отон Жупанчич
Отон Жупанчич (словен. Oton Župančič, 23 січня 1878 — 11 червня 1949) — словенський поет, драматург, публіцист, перекладач.

## Життєпис
Походив із заможної купецької родини. Народився у селі Виниця 1878 року. У 1884 році поступив до середньої школи в місті Ново Место. Згодом у зв'язку з фінансовою скрутою родини разом із батьками перебрався до Любляни, де 1895 року закінчив гімназію. У 1896 році вступив до Віденського університету, який закінчив 1900 року.
З 1902 до 1903 року проходив службу у війську. З 1903 року викладав у класичній гімназії Любляни. У 1905 році виїхав за кордон — мешкав в Парижі. Згодом перебрався до Відня. У 1907 році став вихователем дітей графа Манфреда Атемса. За цей час перебував у маєтках Атемса у Форальберзі та Баварії.
У 1910 році повертається до Любляни, де активно займається літературною та театральною діяльністю. У 1912 році влаштовується до Люблянського театру. Того ж року призначається міським архіваріусом Любляни. У 1913 році одружується.
У 1918 році підтримав утворення держави Югославія. У 1920 році стає драматургом Словенського народного театру (тепер Словенський національний драматичний театр), а 1929 року — директором.
З 1929 року підтримував централістську політику югославського короля Олександра I. Став одним з перших членів утвореної у 1938 році Словенської академії наук і мистецтв.
Під час Другої світової війни співробітничав з партизанським рухом (Визвольним фронтом словенського народу), допомагав їм у складанні патріотичних листівок, закликав до боротьби з окупантами. У 1945 році переходить з позицій монархізму на підтримку комуністичної влади Югославії. У 1947 році обирається делегатом Народної скупщини Народної республіки Словенія. Отримав звання народного артиста та почесного доктора Люблянського університету. Помер у 1949 році у м. Любляна.

## Творчість
Був спочатку одним з представників «Словенського модерну» — групи молодих літераторів, які тяжіли до новаторства, виступали проти рутини в літературі. Основні збірки: «Чаша захвату» (1899 рік), «Через поле» (1904 рік), «Монологи» (1908 рік), «На зорі Відова дня» (1920 рік), «Барвінок під снігом» (1945 рік).
Жупанчич збагатив словенську поезію новими віршованими формами самобутньої образності, психологічною глибиною, мелодійністю, красою звучання. Його поезія містить також елементи, близькі до народної пісні, а в ліриці часом помітні риси імпресіонізму, особливо у збірці «Через поле». В поезії розкривається багатий і напружено-динамічний внутрішній світ людини з найширшою амплітудою думок і почуттів — від суто інтимних до найвищого громадянського пафосу. У віршах його багато світла, нерідко присутнє відчуття космічних просторів, небесне і земне — все у нього зазвичай випромінює сяйво, блиск.
У роки Першої світової війни в віршах Жупанчича проявляється антивоєнна спрямованість, викриття жорстокої безглуздості, чужої інтересам народу війни, згодом відгукується на рух народних мас в період утворення Югославії (вірші, що ввійшли до збірки «На зорі Відова дня»).
Перші вірші Жупанчич створював під впливом словенського, сербського, українського фольклору, потім зазнав вплив європейської декаденської поезії. Наприкінці 1890-х років в його творчості починає відчуватися вплив Бодлера, Верлена, Демеля, а з середини 1900-х років — Вітмена і Верхарна.
У поезії присутні інтимно-ліричні, філософсько-гуманістичні, патріотичні та соціальні мотиви, співчуття пролетаріату («Пісня цвяхарів», «Пісня ковалів», поема «Дума»).
Патріотичними є вірші часів боротьби з окупантами у 1941–1944 роки «Чи шануєш, поет, свій обов'язок?», «Золоте яблуко») та надією на Радянський Союз («Там ми знайдемо свій шлях», «Весна у Жовтні»).
Крім того, виступав як драматург («Ніч для віруючих душ» 1904 року; історична драма «Вероніка Десінич», 1924 рік), дитячий поет.
Як публіцист виступав із суперечливими заявами. У 1932 році виступив із статею «Луїс Адаміч і словенський стиль», де стверджував, що словенці можуть зберегти свою ідентичність навіть без словенської мови.
Перекладав словенською мовою твори англійських (Шекспіра, Діккенса, Честертона, Б.Шоу), французьких (Мольєра, Вольтера, Бальзака, Стендаля, Ростана, Анатоля Франса), німецьких (Гете), італійських (Данте), іспанських (Кальдерон), російських (Л. Толстого, Пушкіна) та норвезьких авторів (К. Гамсуна).